# Marahoué
Marahoué ist eine Verwaltungsregion der Elfenbeinküste mit der Hauptstadt Bouaflé. Bis 2011 bildeten die Regionen die höchste Verwaltungsebene des Landes. Seitdem untersteht die Region dem Distrikt Sassandra-Marahoué.
Laut Zensus 2014 leben in der Region 862.334 Menschen.
Die Region ist in die Départements Bouaflé, Sinfra und Zuénoula eingeteilt.